# Germain Derycke

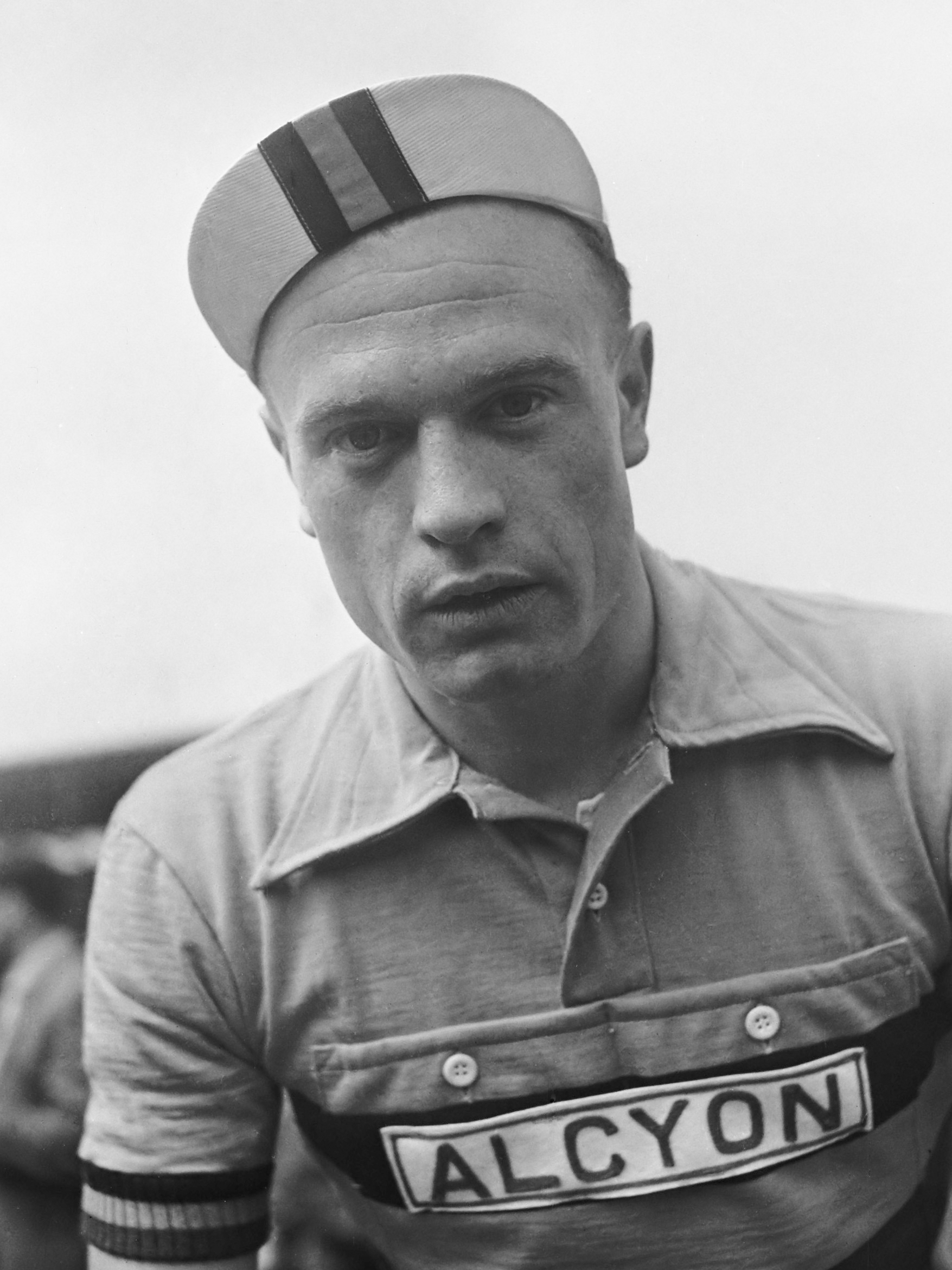
Germain Derycke (1954)

Germain Derycke (* 2. November 1929 in Bellegem; † 13. Januar 1978 in Kortrijk) war ein belgischer Radrennfahrer.
Germain Derycke war Unabhängiger und Profi-Rennfahrer von 1950 bis 1961 und ein erfolgreicher Spezialist für Klassiker. In nahezu jedem Jahr konnte er mindestens einen gewinnen; 1953 Paris–Roubaix, 1954 den Wallonischen Pfeil – der ursprüngliche Sieger Ferdy Kübler wurde wegen Behinderung zurückgesetzt – und Quer durch Flandern. 1955 siegte er bei Mailand–Sanremo, 1957 bei Lüttich–Bastogne–Lüttich sowie 1958 die Flandern-Rundfahrt. 1953 gewann er zudem die Algerien-Rundfahrt, 1955 die Trois Jours d’Anvers. Bei Lüttich–Bastogne–Lüttich 1951 wurde er hinter Ferdy Kübler Zweiter.
Dreimal startete Derycke bei der Tour de France; 1951 entschied er die 23. Etappe für sich. Zweimal stand er zudem bei UCI-Straßen-Weltmeisterschaften auf dem Podium: 1953 wurde er Zweiter hinter dem Italiener Fausto Coppi und 1955 Dritter hinter seinem Landsmann Stan Ockers und dem Luxemburger Jean-Pierre Schmitz.